# Gomphandra dolichocarpa
Gomphandra dolichocarpa là một loài thực vật có hoa trong họ Stemonuraceae. Loài này được Merr. mô tả khoa học đầu tiên năm 1937.